# Ribera de Monte Rico
Ribera de Monte Rico är en ort i Mexiko.   Den ligger i kommunen Chiapa de Corzo och delstaten Chiapas, i den sydöstra delen av landet, 700 km öster om huvudstaden Mexico City. Ribera de Monte Rico ligger 404 meter över havet och antalet invånare är 991.
Terrängen runt Ribera de Monte Rico är varierad. Runt Ribera de Monte Rico är det ganska tätbefolkat, med 58 invånare per kvadratkilometer. Närmaste större samhälle är Tuxtla Gutiérrez, 15,8 km nordväst om Ribera de Monte Rico. Omgivningarna runt Ribera de Monte Rico är en mosaik av jordbruksmark och naturlig växtlighet.